# Angel of Harlem
Angel of Harlem – piosenka rockowej grupy U2, pochodząca z jej wydanego w 1988 roku albumu Rattle and Hum. Została wydana jako drugi singel promujący tę płytę. Singel uplasował się na 9. miejscu brytyjskiej listy Official Singles Chart Top 100.
Piosenka wykonana na żywo znalazła się na: Zoo TV: Live from Sydney i U2 Go Home: Live from Slane Castle. Utwór „A Room at the Heartbreak Hotel” wydany na stronie B singla, nigdy nie był grany przez zespół na żywo.
Bono powiedział kiedyś, że jego ulubioną piosenką do wykonywania na żywo jest właśnie „Angel of Harlem”.

## Lista utworów
1. „Angel of Harlem” (wersja singlowa) – 3:47
2. „A Room at the Heartbreak Hotel” – 5:29
3. „Love Rescue Me” (feat. Ziggy Marley) (na żywo z Londynu, 16 października 1988) – 5:24

## Listy przebojów
| Kraj              | Lista                            | Pozycja |
| ----------------- | -------------------------------- | ------- |
| Holandia          | Single Top 100                   | 10      |
| Irlandia          | Top 50 Singles                   | 3       |
| Nowa Zelandia     | Top 20 New Zealand Singles Chart | 1       |
| Wielka Brytania   | Official Singles Chart Top 100   | 9       |
| Stany Zjednoczone | Hot 100                          | 14      |
| Stany Zjednoczone | Mainstream Rock Tracks           | 1       |
| Stany Zjednoczone | Modern Rock Tracks               | 3       |

## Wersje innych wykonawców
- 1999: Utwór został nagrany przez orkiestrę Royal Philharmonic Orchestra i znalazł się na albumie Pride: The Royal Philharmonic Orchestra Plays U2
- brytyjski zespół Journey South wystąpił z własną wersją piosenki w programie X-Factor.